# Gymnopleurus lacunosus
Gymnopleurus lacunosus là một loài bọ cánh cứng trong họ Bọ hung (Scarabaeidae).